# جوني (فرنسا)
جوانييه (بالفرنسية: Joigny)‏، هي بلدية فرنسية تقع في إقليم يون في منطقة بورغوني-فرانش كومته. يدعى سكانها الجوفينيا أو المايوتا. غنية بتاريخ جميل، الذي لا يزال يظهر البلدة القديمة للعصور الوسطى، المدينة أيضا مثال على اقتصاد دمر منذ بداية سنوات 2000.

## توأمة
لجوني (فرنسا) اتفاقيات توأمة مع:
- Godalming [الإنجليزية]‏

## أعلام
- مارسيل ايميه
- جوليس كاربينتير
- جورج تيت
- لوسيان روش
- لودوفيك أوجيه